# Okręty podwodne typu Vetehinen
Okręty podwodne typu Vetehinen – seria fińskich okrętów podwodnych z okresu międzywojennego, składająca się z trzech jednostek. Okręty zaprojektowane przez niemieckie przedsiębiorstwo Ingenieurskantoor voor Scheepsbouw, zbudowano w fińskiej stoczni w Turku. Ulepszoną wersją fińskich okrętów były niemieckie U-Booty typu VIIA.
Wszystkie okręty przetrwały okres II wojny światowej, wycofane ze służby w 1946 roku, złomowane w 1953 roku.